# Ahmed Bahja
Ahmed Bahja (in arabo أحمد البهجة‎?; Marrakech, 21 dicembre 1970) è un ex calciatore marocchino, di ruolo attaccante.

## Palmarès

### Club

#### Competizioni internazionali
- Coppa delle Coppe dell'AFC: 1

Al Ittihad: 1998-1999